# Prisión de la calle Łącki
El Museo Nacional-Memorial de las Víctimas de los Regímenes de Ocupación, o la Prisión de la calle Łącki o Lontsky (en polaco: Więzienie przy Łąckiego; en ucraniano: Тюрма на Лонцького, romanizado: Tiurma na Lontskoho), es un antiguo centro de detención en Leópolis que a lo largo del siglo XX se utilizó principalmente como prisión política de los regímenes polaco, soviético y nazi.
El museo alberga una oficina principal del Centro de Investigación del Movimiento de Liberación.

## Nombre
El nombre de la prisión proviene del antiguo nombre de la calle en la que se encontraba la entrada principal. Anteriormente conocida en polaco como ulica Eliasza Łąckiego (calle Eliasz Łącki), y hoy conocida en ucraniano como vulytsia Karla Bryullova (calle Karl Briulov), la calle es una calle lateral de la vía principal, vulytsia Stepana Bandery (calle Stepán Bandera). La calle Łącki lleva el nombre de Eliasz Łącki, un héroe de guerra polaco de la Guerra polaco-turca (1672-1676) durante el sitio de Leópolis de 1672.

## Historia
El complejo de edificios fue construido en 1889-1890 en la intersección de ulica Sapiehy (hoy vulytsia Bandery) y ulica Kopernika en el proyecto del arquitecto Józef Kajetan Janowski. Está construido en un estilo neorrenacentista y originalmente fue diseñado para la oficina principal de la Gendarmería Austro-Húngara en la ciudad. La parte donde realmente se encontraba la prisión se construyó poco después de la Primera Guerra Mundial en 1918-1920 cuando Leópolis era parte de la Segunda República Polaca.
La parte de la prisión albergaba la Oficina del Comandante Principal del Cuarto Departamento de la Policía Estatal, una de las cuales incluía la lucha contra las organizaciones "antigubernamentales" como la Organización de Nacionalistas Ucranianos, el Partido Comunista de Ucrania Occidental y otras. Extraoficialmente, la prisión estaba destinada a presos políticos. En 1935, el departamento de investigación de la policía se instaló en el edificio, mientras que la prisión se convirtió en un centro de detención.
Con el inicio de la Segunda Guerra Mundial en 1939 y la partición de la Segunda República Polaca entre la Alemania nazi y la Unión Soviética, la prisión se transformó en la Prisión N.º 1 de la NKVD, diseñada para albergar a 1.500 prisioneros. La administración regional de la NKVD se instaló en el edificio. Durante la invasión nazi de la Unión Soviética en junio de 1941, los agentes de la NKVD dispararon a unos 1.000 prisioneros.
Entre 1941 y 1944, el edificio se utilizó como centro de detención de la Gestapo y albergó una oficina de Einsatzgruppen de Sicherheitsdienst (SD). Del 21 al 26 de julio de 1941, el ex primer ministro polaco Kazimierz Bartel estuvo encarcelado aquí.

## Galería

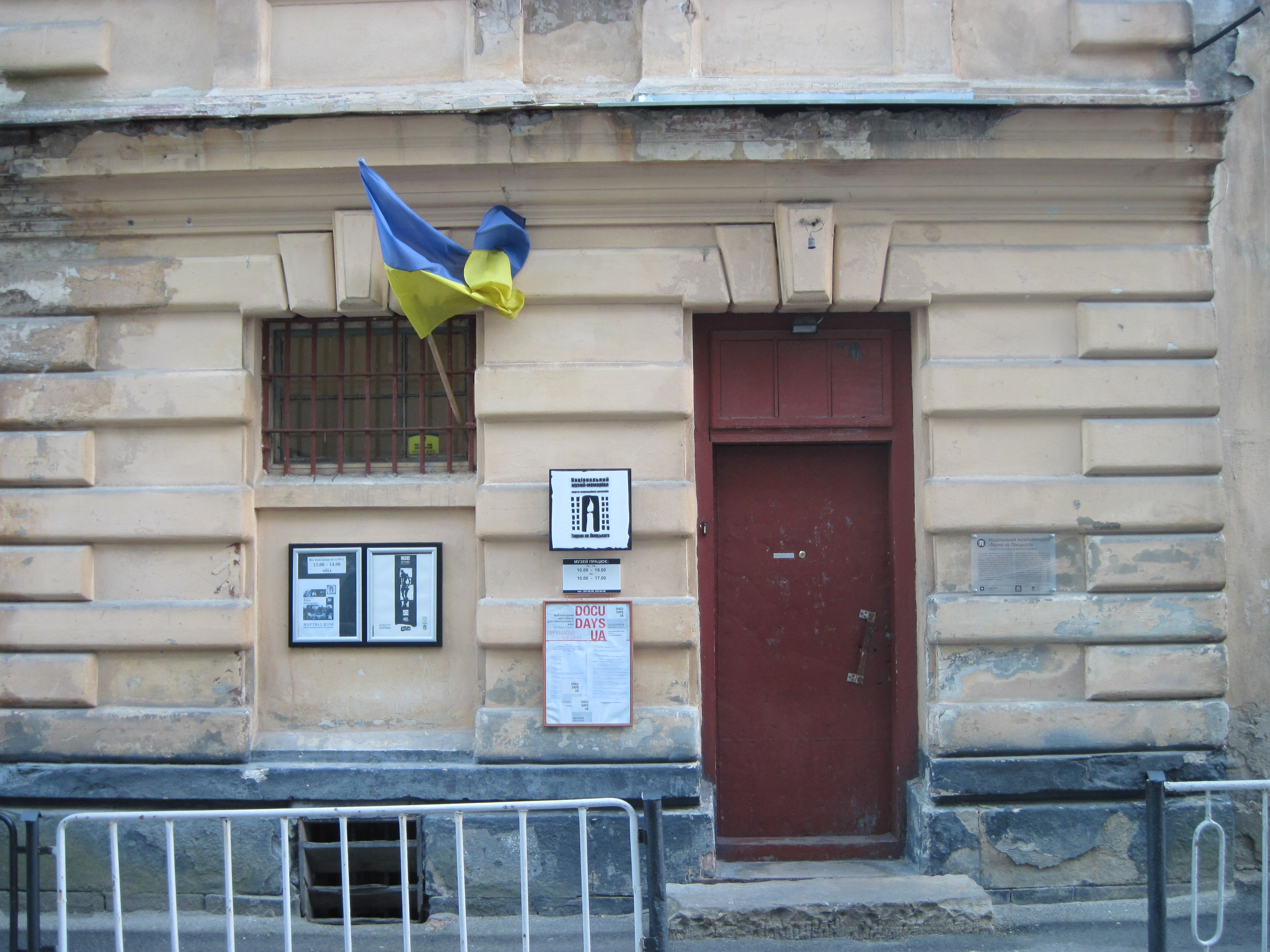
Entrada
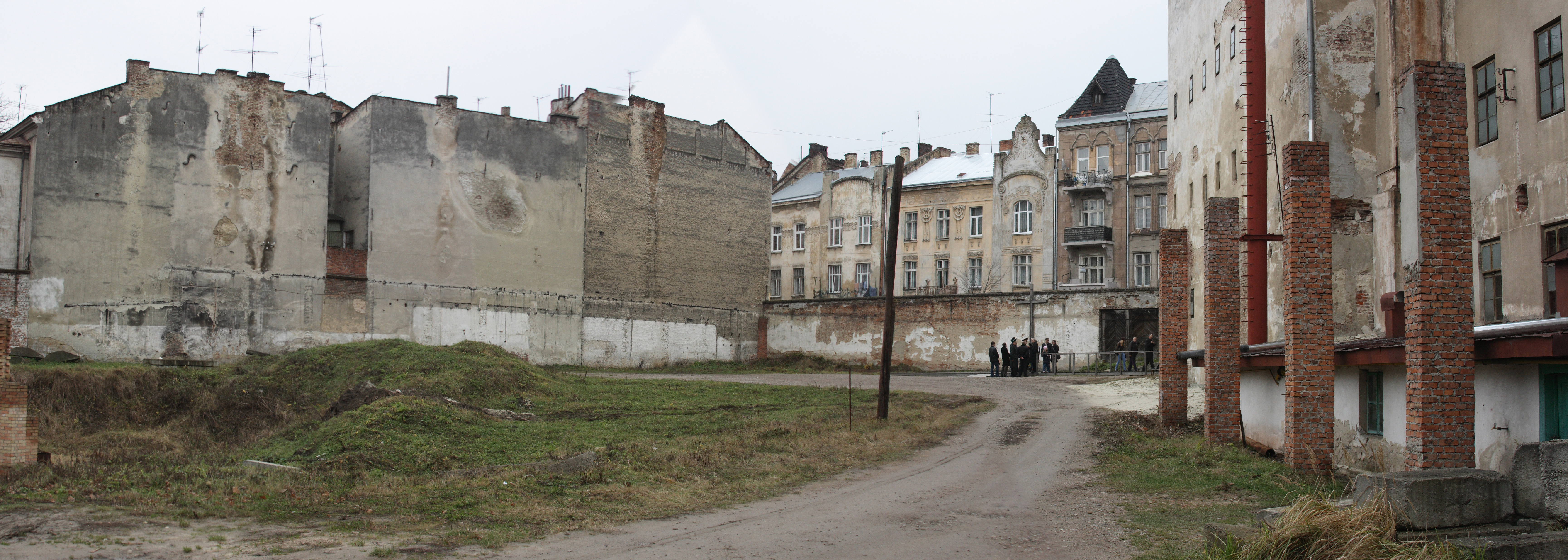
Exterior